# 馮贄
馮贄（?—?），唐朝人。
生卒年不详，约唐昭宗時在世。曾利用家藏异书，撰《雲仙雜記》十卷。《四库全书总目提要》認為此書是宋人王铚伪造，冯贽亦无其人，僅是筆名。另有《南部煙花記》一書。